# Hannes Stein

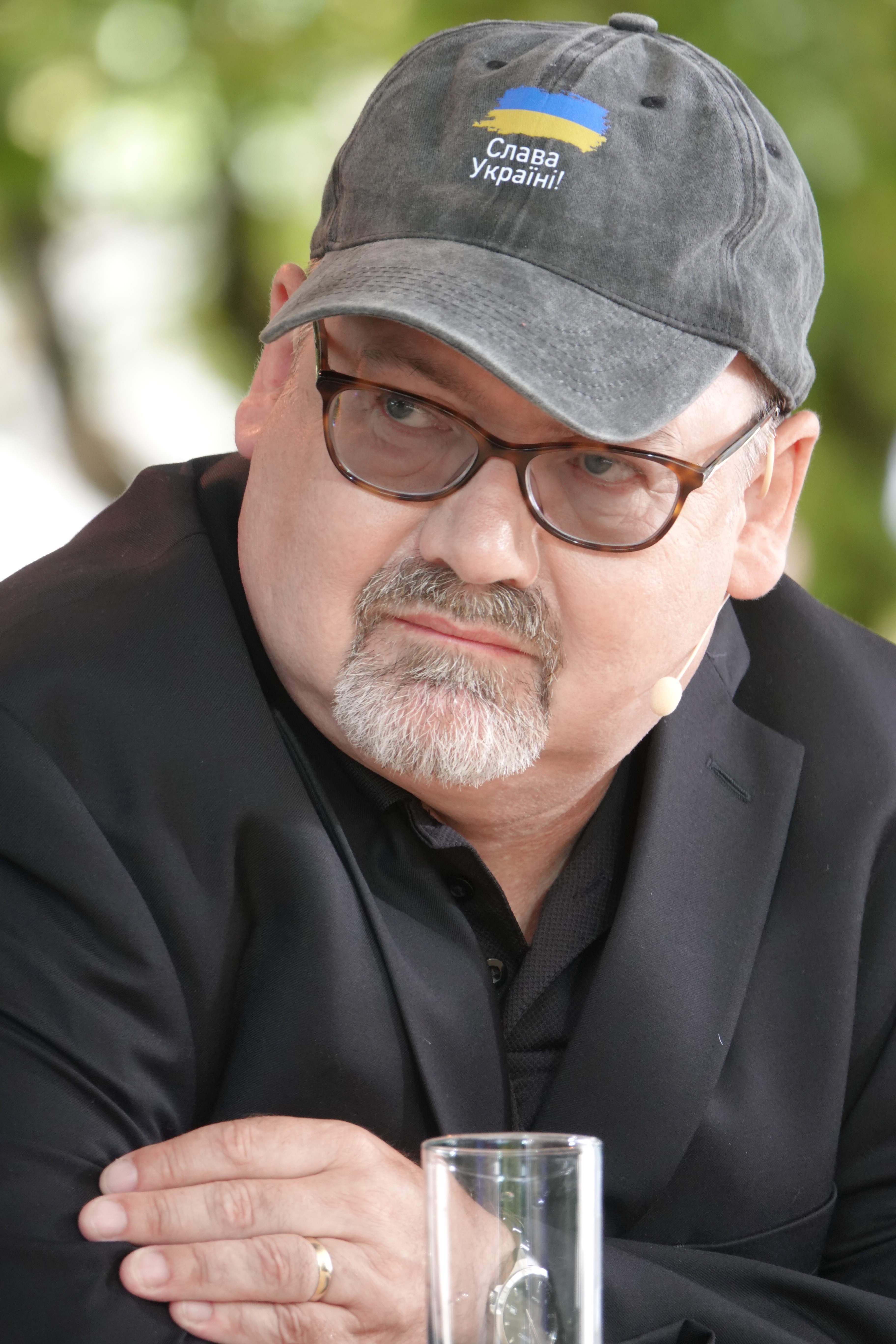
Hannes Stein beim Ingeborg-Bachmann-Preis 2022

Hannes Stein (* 15. Februar 1965 in München) ist ein deutsch-US-amerikanischer Journalist, Blogger und Buchautor. Er ist seit 2007 Kulturkorrespondent der Welt in den USA, ebenso Autor der Jüdischen Allgemeinen sowie des 2017 gestarteten Gemeinschaftsblogs ehemaliger „Achse des Guten“-Autoren mit dem Namen „Salonkolumnisten“. Darüber hinaus veröffentlichte er mehrere Bücher.

## Leben
Aufgewachsen in Salzburg, begann er 1984 in Hamburg Anglistik, Amerikanistik und Philosophie zu studieren und machte 1989 seinen Abschluss. Danach lebte er zunächst ein Jahr als Deutschlehrer in Schottland und begann dann seine Journalistenlaufbahn bei der FAZ; später arbeitete er für den Spiegel, die Zürcher Weltwoche und den Merkur. Von 1997 bis 1999 lebte er in Jerusalem, lernte Hebräisch und schrieb dort sein Buch Moses und die Offenbarung der Demokratie. Nebenbei war er als Kulturkorrespondent für die Berliner Zeitung tätig. Danach war Stein Literaturredakteur des Rheinischen Merkur in Bonn und wechselte 2000 nach Hamburg zur Welt. Er war Redakteur der dazugehörigen Literarischen Welt in Berlin und schreibt – häufig satirische – Artikel über Politik und zum Feuilleton. Vom 8. November 2006 bis 7. April 2013 war er Autor des Gemeinschaftsblog Die Achse des Guten. 2007 wurde er Kulturkorrespondent der Welt in den USA. Eine Green-Card ermöglichte ihm in den USA zu leben, deren Bürger er seit Herbst 2012 ist. Er wohnt in Riverdale, einem Viertel der North Bronx in New York City. Er ließ sich bei den US-Vorwahlen 2012 zwar als Anhänger der Republikaner registrieren, kündigte aber an, Barack Obama zu wählen. Aus Protest gegen die Wahl von Donald Trump zum 45. US-Präsidenten verließ er am 20. Januar 2017 die Republikanische Partei und ließ sich in die Wählerliste der Demokraten eintragen. Eine ausführliche Begründung veröffentlichte er in der Welt am Sonntag vom 22. Januar 2017.
2013 veröffentlichte Stein den Roman Der Komet, eine Alternativweltgeschichte, in der es nicht zum Ersten Weltkrieg kommt und die Weltgeschichte sich völlig anders entwickelt. Sein Freund Wolf Biermann würdigte das Buch in der Zeit als „großen intelligenten Spaß“.
Auf Einladung von Vea Kaiser las Hannes Stein beim Ingeborg-Bachmann-Preis 2022.

## Werke
- mit Richard Herzinger: Endzeit-Propheten oder die Offensive der Antiwestler. Fundamentalismus, Antiamerikanismus und Neue Rechte. Rowohlt, 1995, ISBN 3-499-13561-2.
- Moses und die Offenbarung der Demokratie. Rowohlt, 1998, ISBN 3-87134-325-0.
- Endlich Nichtdenker! Ein Handbuch für den überforderten Intellektuellen. Eichborn, 2004, ISBN 3-8218-0750-4.
- Enzyklopädie der Alltagsqualen. Ein Trostbuch für den geplagten Zeitgenossen. Eichborn, 2006, ISBN 3-8218-5769-2.
- Immer Recht haben! Eichborn, 2008, ISBN 978-3-8218-0963-2.
- Tschüß Deutschland! Aufzeichnungen eines Ausgewanderten. Galiani, Berlin 2010, ISBN 978-3-86971-026-6.
- mit Norman Manea: Gespräche im Exil. Matthes & Seitz, Berlin 2011, ISBN 978-3-88221-608-0.
- Der Komet. Galiani, Berlin 2013, ISBN 978-3-86971-067-9.
- Nach uns die Pinguine – Ein Weltuntergangskrimi, Galiani, Berlin 2017, ISBN 978-3-86971-156-0
- Der Weltreporter: Ein Roman in zwölf Reisen, Galiani, Berlin 2020, ISBN 978-3-462-30265-3

Sein Buch Endlich Nichtdenker! ist bei Litra gelesen von Uwe Friedrichsen in gekürzter Form als Hörbuch erschienen, ISBN 3-89469-743-1.

## Belege
1. ↑  Hannes Stein. auf: juedische-allgemeine.de
2. ↑  https://www.salonkolumnisten.com/autor/hannesstein/
3. ↑  Hannes Stein: Deutschland hat Angst vor Hampelmännern. In: Welt Online, 29. August 2008.
4. ↑  Hannes Steins Texte vom 8. November 2006 bis 7. April 2013 auf der Achse des Guten.
5. ↑  Hannes Stein: Warum ich als Republikaner Barack Obama wähle. In: Die Welt, 4. November 2012.
6. ↑  Wolf Biermann: Glückliches Habsburg. Rezension zu Steins „Der Komet“. In: Die Zeit 20/2013.

| Personendaten    | Personendaten                                               |
| ---------------- | ----------------------------------------------------------- |
| NAME             | Stein, Hannes                                               |
| KURZBESCHREIBUNG | deutsch-amerikanischer politischer Journalist und Buchautor |
| GEBURTSDATUM     | 15. Februar 1965                                            |
| GEBURTSORT       | München                                                     |